# Rincón del Porvenir
Rincón del Porvenir är en ort i Mexiko.   Den ligger i kommunen Mexquitic de Carmona och delstaten San Luis Potosí, i den centrala delen av landet, 400 km nordväst om huvudstaden Mexico City. Rincón del Porvenir ligger 1 893 meter över havet och antalet invånare är 1 162.
Terrängen runt Rincón del Porvenir är kuperad åt sydväst, men åt nordost är den platt. Runt Rincón del Porvenir är det ganska tätbefolkat, med 54 invånare per kvadratkilometer. Närmaste större samhälle är Ahualulco, 8,6 km norr om Rincón del Porvenir. Omgivningarna runt Rincón del Porvenir är i huvudsak ett öppet busklandskap.